# Герцлет, Уильям Льюис
Уильям Льюис Герцлет (нем. William Lewis Hertslet; 21 ноября 1839 — 2 мая 1898) — немецкий банкир и писатель, известен как автор книги «Запоздалая ирония мировой истории. Исторические ошибки, искажения и выдумки» (нем. Der Treppenwitz der Weltgeschichte. Geschichtliche Irrtümer, Entstellungen und Erfindungen).

## Биография
Его отец был британским консулом в городе Мемель (совр.  Клайпеда ).
После окончания средней школы Герцлет работал у своего отца, затем продолжил обучение в Лондоне. Вернувшись в Германию, Уильям Герцлет служил у британского железнодорожного предпринимателя Брея, а позже открыл в Берлине своё дело (банковский бизнес).
С 1895 года выступал уже только как писатель.
Журнал «Neue Deutsche Biographi» писал о нем:

Свою исключительную эрудицию и историческое образование он использовал в разговоре, упоминая афоризмы и «крылатые фразы» известных личностей, а теперь он известен по своей работе «Запоздалая ирония мировой истории. Исторические ошибки, искажения и выдумки». Он ввел этот немецкий термин от французского 'esprit d’escalier' (рус.  Лестничный ум ), и определял его так: «достойный ответ приходит, когда человек уже вышел из помещения на лестницу или лестничную площадку, но время уже упущено» 
Изначально «Ирония..» была раскрыта в 60-ти страницах (1882 г.), однако напечатанное в 1895 году 4-е издание содержало уже 469 страниц и ещё неоднократно менялось последователями Герцлета.